# ديباي
ديباي (Debye) اختصاراً D هي وحدة قياس عزم ثنائي القطب الكهربائي حسب نظام وحدات سنتيمتر غرام ثانية (CGS). سميت نسبة للعالم الهولندي بيتر ديباي، الذي كان أول عالم في الكيمياء الفيزيائية اهتم بدراسة الجزيئات ثنائية الأقطاب.
يقاس عزم ثنائي القطب الكهربائي حسب نظام الوحدات الدولي بـ كولوم.متر
{\displaystyle 1\ {\rm {{Debye}=10^{-18}\ {\rm {{Fr\cdot cm}=3{,}33564\cdot 10^{-30}\ {\rm {C\cdot m}}}}}}}

## اقرأ أيضا
- ثنائي قطب
- رباعي أقطاب
- مغناطيسية
- كهرباء